# Дипалладийевропий
Дипалладийевропий — бинарное неорганическое соединение, интерметаллид
палладия и европия
с формулой EuPd2,
кристаллы.

## Получение
- Сплавление стехиометрических количеств чистых веществ:

{\displaystyle {\mathsf {2Pd+Eu\ {\xrightarrow {1330^{o}C}}\ EuPd_{2}}}}

## Физические свойства
Дипалладийевропий образует кристаллы
гексагональной сингонии,
пространственная группа P 63/mmc,
параметры ячейки a = 0,4081 нм, c = 0,7761 нм, Z = 2,
структура типа дицинкмагния MgZn2
(по другим данным —
кубическая сингония,
пространственная группа F m3m,
параметры ячейки a = 0,77702 нм, Z = 8
).
Соединение образуется по перитектической реакции при температуре 1330°C
или конгруэнтно плавится при температуре 1334°C.